# Artiom Okúlov
Artiom Maxímovich Okúlov –en ruso, Артём Максимович Окулов– (Chusovói, 5 de mayo de 1994) es un deportista ruso que compite en halterofilia, en la categoría de 85 kg.
Ganó cuatro medallas en el Campeonato Mundial de Halterofilia entre los años 2013 y 2018, y una medalla de plata en el Campeonato Europeo de Halterofilia de 2017.

## Palmarés internacional
| Campeonato Mundial | Campeonato Mundial       | Campeonato Mundial | Campeonato Mundial |
| Año                | Lugar                    | Medalla            | Categoría          |
| ------------------ | ------------------------ | ------------------ | ------------------ |
| 2013               | Breslavia (Polonia)      | Medalla de bronce  | 85 kg              |
| 2014               | Almaty (Kazajistán)      | Medalla de bronce  | 85 kg              |
| 2015               | Houston (Estados Unidos) | Medalla de oro     | 85 kg              |
| 2018               | Asjabad (Turkmenistán)   | Medalla de oro     | 89 kg              |
| Campeonato Europeo |                          |                    |                    |
| Año                | Lugar                    | Medalla            | Categoría          |
| 2017               | Split (Croacia)          | Medalla de plata   | 85 kg              |